# كالفيا
بلدية كالفيا (بالإسبانية: Calviá) هي بلدية تقع في منطقة جزر البليار شرق إسبانيا.

## الديموغرافيا
بلغ عدد سكان بلدية كالفيا 52.451 نسمة عام 2011 (وفقاً للمعهد الوطني للإحصاء الإسباني).
| 28.748 | 35.376 | 40.979 | 43.499 | 47.934 | 51.774 | 52.451 |

## أعلام
- جورج لاسين
- خوان سانشيز